# Gargandi snilld
Screaming masterpiece er en dokumentarfilm fra 2005 skrevet og instrueret af Ari Alexander Ergis Magnusson.

## Handling
Björks store succes på den internationale musikscene har skabt opmærksomhed omkring islandsk musik, og nye navne som Sigur Rós, Múm, Bang Gang, Mugison og Minus and Slowblow er på vej frem. Filmen undersøger den særlige islandske lyd og undergrundsmiljøet i Reykjavik.